# Breckinridge Center (Kentucky)
Breckinridge Center es un lugar designado por el censo ubicado en el condado de Union en el estado estadounidense de Kentucky. En el Censo de 2010 tenía una población de 20.059 habitantes y una densidad poblacional de 305,13 personas por km².

## Geografía
Breckinridge Center se encuentra ubicado en las coordenadas 37°41′00″N 87°51′56″O / 37.68333, -87.86556. Según la Oficina del Censo de los Estados Unidos, Breckinridge Center tiene una superficie total de 6.82 km², de la cual 6.81 km² corresponden a tierra firme y (0.08%) 0.01 km² es agua.

## Demografía
Según el censo de 2010, había 2080 personas residiendo en Breckinridge Center. La densidad de población era de 305,13 hab./km². De los 2080 habitantes, Breckinridge Center estaba compuesto por el 52.84% blancos, el 43.37% eran afroamericanos, el 0.48% eran amerindios, el 1.01% eran asiáticos, el 0.34% eran isleños del Pacífico, el 0.82% eran de otras razas y el 1.15% pertenecían a dos o más razas. Del total de la población el 3.99% eran hispanos o latinos de cualquier raza.